# Černovice (okres Plzeň-jih)
Černovice (německy Czarlowitz, zastarale Tscharlowitz) jsou obec v okrese Plzeň-jih v Plzeňském kraji. Leží dvacet kilometrů severně od Domažlic, osm kilometrů západně od Holýšova a patnáct kilometrů jižně od Stříbra. Žije v ní 141 obyvatel.
Obec spadá do farnosti Holýšov (do roku 2005 Bukovec).

## Historie
První písemná zmínka o obci pochází z roku 1362.

## Obyvatelstvo
| Rok            | 1869 | 1880 | 1890 | 1900 | 1910 | 1921 | 1930 | 1950 | 1961 | 1970 | 1980 | 1991 | 2001 | 2011 | 2021 |
| -------------- | ---- | ---- | ---- | ---- | ---- | ---- | ---- | ---- | ---- | ---- | ---- | ---- | ---- | ---- | ---- |
| Počet obyvatel | 257  | 274  | 227  | 315  | 302  | 295  | 269  | 121  | 218  | 228  | 234  | 199  | 205  | 175  | 178  |
| Počet domů     | 44   | 44   | 44   | 47   | 48   | 48   | 50   | 35   | 31   | 32   | 36   | 37   | 37   | 41   | 42   |

## Obecní správa
Mezi lety 1850–1960 byly Černovice obcí v okrese Horšovský Týn (v letech 1850–1910 Horšův Týn) (1850–1950) a později v okrese Domažlice. V letech 1960–1984 patřily jako část obce k Bukovci. Od 1. října 1984 do 23. listopadu 1990 patřily jako část města k Holýšovu a od 24. listopadu 1990 jsou opět samostatnou obcí. Do konce roku 2020 spadaly Černovice do okresu Domažlice, od začátku roku 2021 jsou součástí okresu Plzeň-jih.

### Místní části
- Černovice
- Nemněnice

### Obecní symboly
Znak a vlajka byly obci uděleny rozhodnutím předsedkyně Poslanecké sněmovny Parlamentu České republiky dne 18. května 2012.

## Pamětihodnosti
- Kaplička Panny Marie na návsi

## Další fotografie

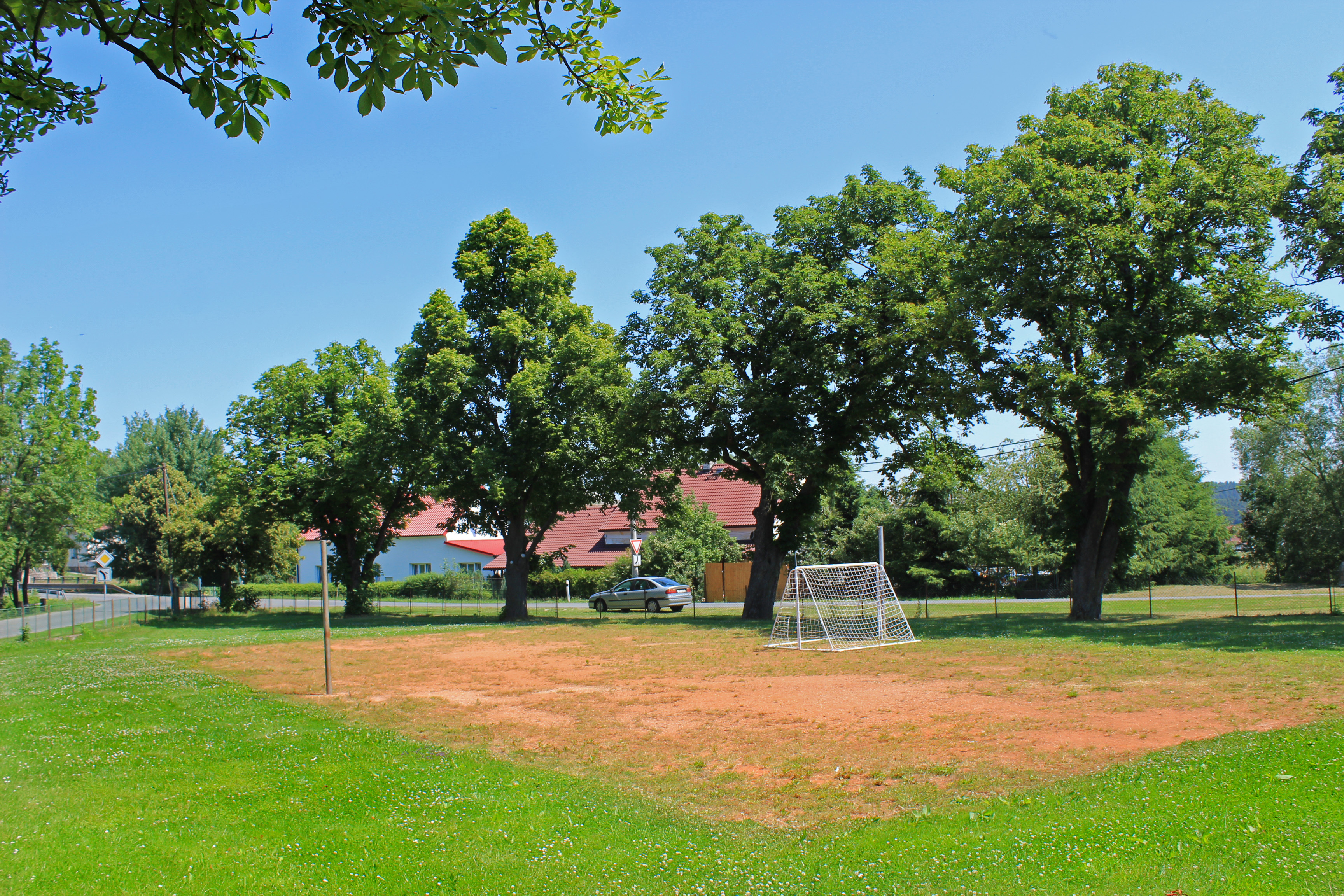
Trojúhelníkovitá náves s hřištěm
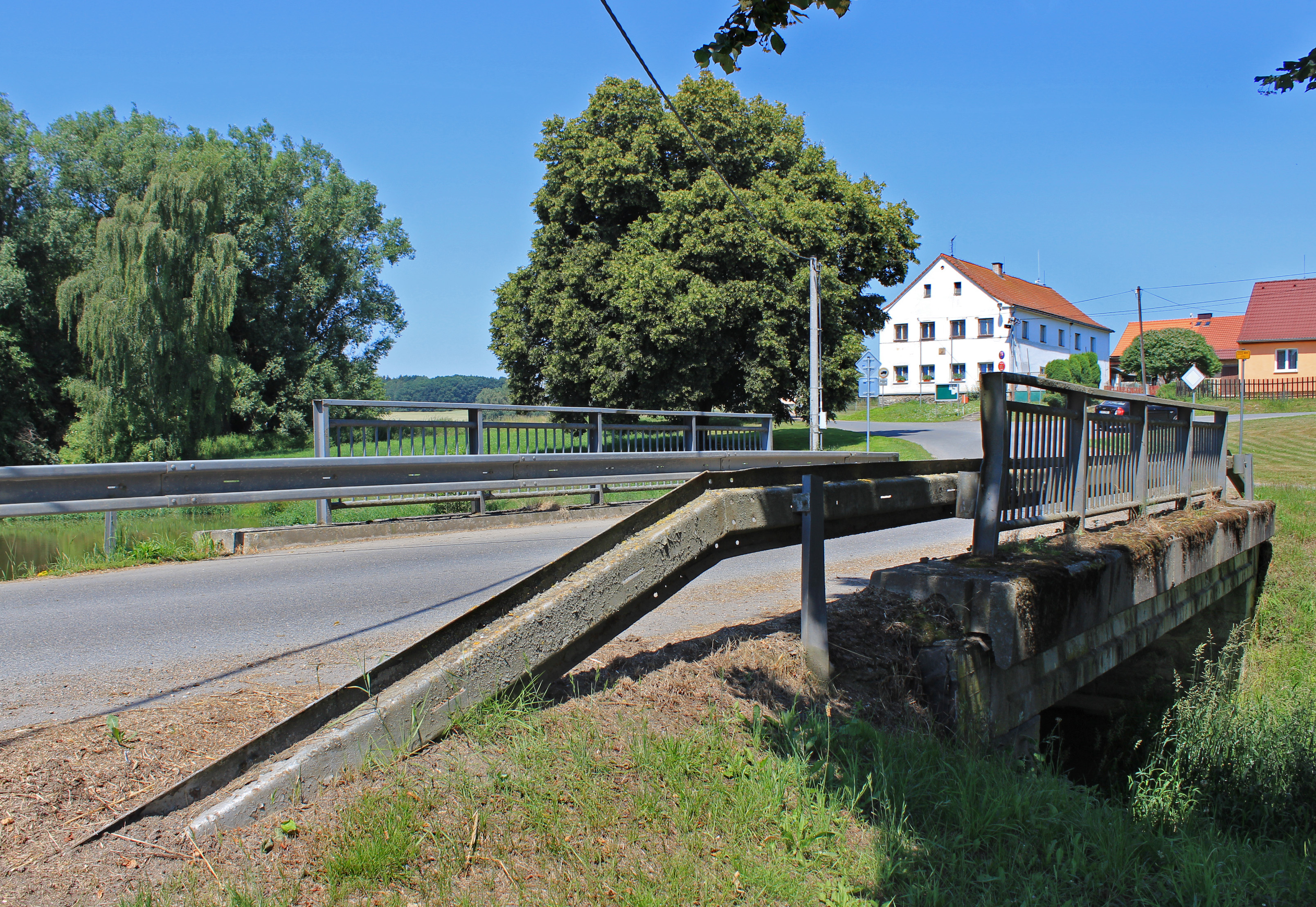
Most přes potok Hořina
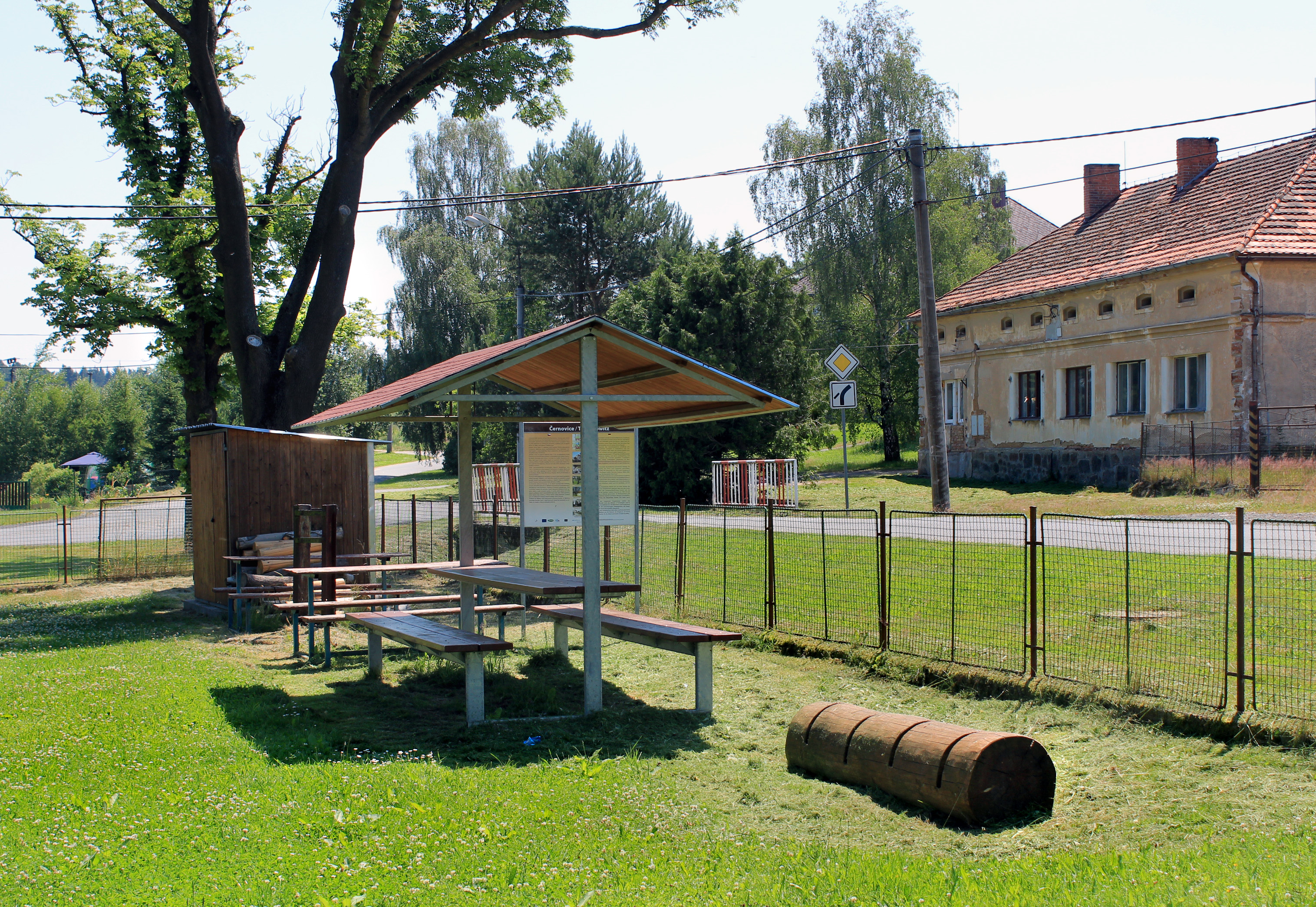
Odpočívka u hřiště